# 径向分布函数

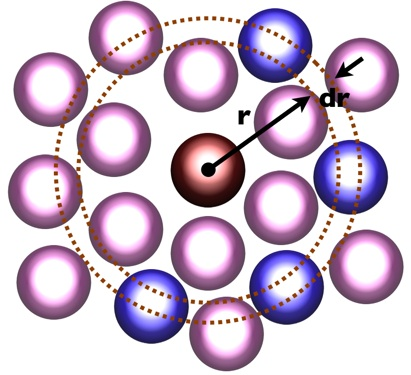
的计算

兰纳-琼斯势流体的径向分布函数， 。

在统计力学中，粒子系统（原子、分子、胶体，……）中， 径向分布函数, (也叫做 对关联函数) {\displaystyle g(r)} 为相距参考粒子{\displaystyle r}处粒子的密度。 
对于均匀和各项同性体系，设参考粒子处于原点 O，粒子平均数密度为{\displaystyle \rho =N/V} ，距离 O  {\displaystyle r} 处局域时间平均密度为 {\displaystyle \rho g(r)}。